# Kunteynir
Kunteynir (рус. Контейнер; название принято читать как «Кантейнир» (/kɐnˈtɛjnʲɪr/); изначально «Da Tape KonteЙner») — российская рэп-группа из Москвы, образованная Техником и MC Смешным в 2002 году. Все тексты для группы писал Техник. С 2008 по 2013 год группа приостановила свою деятельность из-за ареста и последующего тюремного заключения лидера — Паши Техника. В 2016 году коллектив распался. В 2020 году МС Кальмар и Паша Техник воссоединили группу и записали альбом «Дорога в облака». За свою музыкальную карьеру коллектив выпустил 7 студийных альбомов. 5 апреля 2025 года умер лидер группы Паша Техник.
Обозревателями творчество коллектива определялось как андеграунд-рэп, альтернативный хип-хоп и авангардный рэп.

## История
В январе 2002 года Техник и рэпер G.U.N. (aka GUN78) образовали рэп-проект «Da Tape KonteЙner» и записали дебютный трек «Всем» (музыка: Radj из DaBro). Спустя полгода Техник объединился с MC Смешным в рэп-группу Kunteynir. Изначально участники воспринимали проект как развлечение, записывая в домашних условиях фристайлы, однако записи получили быстрое распространение по Москве. 24 июня 2004 года лейбл RAP Recordz выпустил дебютный альбом дуэта — «Эдвард Руки Ножницы Бумага», который наметил будущий провокационный стиль группы, позиционируемой как «андеграунд-проект». В процессе записи альбома в состав группы вошёл Блёв MC, в то время как Смешной покинул коллектив.
В начале 2005 года Паша Техник сообщил о готовящемся втором релизе, который, по его словам должен был стать «более экстремальным». В марте, вновь на лейбле Rap Recordz, был издан альбом «В г#вно». В своей рецензии для сайта rap.ru Руслан Муннибаев охарактеризовал группу, как «самая мерзкая и смердящая субстанция в нашем маленьком хип-хоповом болотце», положительно оценив при этом разноплановую музыкальную составляющую, а также юмор и искренность отдельных треков.
В 2006 году на лейбле 2.99 вышел альбом «Вес», на песню с которого, «Привет, пидер», был снят видеоклип, попавший в ротацию телеканала A-One. Следом, в 2007 году был записан альбом «Блёвбургер». В этот период формируется основной состав группы, в который входят Максим Синицын, Блёв MC и Техник. В июле 2008-го выходит новый альбом «5 Лет». В 2008 году Техник был арестован по обвинению в хранении и распространении наркотиков. В 2009 он был приговорен к пяти годам лишения свободы в колонии строгого режима, в связи с чем группа Kunteynir распалась.
В 2013 году, после своего освобождения из заключения, Техник вновь собрал Kunteynir. В том же году переиздаётся альбом «5 Лет». В 2014 году на лейбле ЦАО вышел альбом «Основа». В 2015 году группа анонсирует релиз 15 лет спустя, который планировалось выпустить в течение 2015—2016 годов на лейбле ZM.
В 2016 году группа выпустила EP «Последняя запись», в треклист которого вошли перезаписанные песни 2015 года и несколько новых композиций. В качестве гостей на пластинке выступили такие исполнители, как the Chemodan Clan, СД aka СаДист, Птаха и другие. Также Паша Техник сообщил, что продолжает вести работу над 15 лет спустя. Тем не менее, в апреле того же года на странице группы в социальной сети ВКонтакте было сообщено о прекращении деятельности группы. В дальнейшем, участники Kunteynir занялись сольным творчеством.
В 2020 Техник и Кальмар вновь собрали коллектив и выпустили альбом «Дорога в облака». В качестве приглашенных участников выступили Guf, GONE.Fludd, Metox, Slim и другие.
5 апреля 2025 года Паша Техник умер в Таиланде после комы, вызванной передозировкой наркотиками. 7 апреля участники группы объявили, что встретились, чтобы вспомнить «старые добрые времена» и записать трек в честь Техника. 2 мая того же года группа Kunteynir выпустила трек «Помним» про Павла.

## Дискография

### Студийные альбомы
- 2004 — «Эдвард руки ножницы бумага»
- 2005 — «В гавно»
- 2006 — «Вес»
- 2007 — «Блёвбургер»
- 2008 — «5 лет» (переиздан в 2013 году с изменённым треклистом)
- 2014 — «Основа»
- 2020 — «Дорога в облака»

### Мини-альбомы
- 2014 — «Зайка»
- 2014 — RMX (ремиксы от Click Monstah)
- 2016 — «Последняя запись»

### Сборники
- 2019 — «Неизданное»
- 2021 — «Неизданное 2»

### Синглы
- 2014 — «М.С.Н.К.» (совместно с Принцип и cлушай экзорцист)
- 2015 — «В трусах» (совместно с Pra(Killa’Gramm))
- 2015 — «Море или океан» (совместно с Pra(Killa’Gramm))
- 2020 — «Лин»
- 2020 — «Нас крышуют воры»
- 2021 — «Половинка меня»
- 2021 — «Дало в ноги» (совместно с ЧЁ)
- 2021 — «Путаны в мехах»
- 2022 — «12 шагов до рая» (совместно с Metox)
- 2023 — «О… снова!»
- 2024 — «Хотел ей вдуть»
- 2024 — «Я буду» (совместно с Кулакофф)
- 2025 — «Помним»

#### Участие
- 2006 — «Пал как калпак» — ha-hand, Ларик Сурапов
- 2007 — «счастливый случай» — Полумягкие
- 2007 — «Пидерсии» — Slim, сладкоежка, rjb, Ларик Сурапов
- 2007 — «Саша Курдасов и Женя Гузненков» — «Рыночные отношения»
- 2007 — «С днём рождения тебя Максим» — 158, Меsr, Труба, Мэн, Barbie, Maztah
- 2008 — «Возможно педики» — «Чёрная экономика»
- 2008 — «Давай поговорим о футболе» — «Труппа Трупов»
- 2008 — «Подливочка» — Jed Труман, «Труппа Трупов»
- 2013 — «опухоль» — эхопрокуренныхподъездов
- 2014 — «Курнул» — Раскольников
- 2014 — «О том» — «Жёлтая ветка»
- 2014 — «Основа вся тут» — «Цена Смеха»
- 2016 — «Гусь» — Федук
- 2017 — «Мудак волосатый» — Особов, Мармеладов
- 2018 — «Словно стих» — Особов, Мармеладов, Раскольников
- 2021 — «Пристёгнут» — МС Кальмар

### Видеоклипы
- 2006 — «Привет, пидер»
- 2008 — «Зига ой!»
- 2014 — «Хочешь быть сильным»
- 2015 — «Основа»
- 2020 — «Не прут колёса»

## Состав группы

### Текущий
- Блёв МС — речитатив, тексты (2004—2009, с 2023)
- Максим Синицын — речитатив, инструменталы, тексты (2007—2009, 2013—2016, с 2023)
- МС Кальмар — речитатив, тексты, бэк-вокал (2014—2016, с 2020)

### Бывшие участники
- Паша Техник (aka technique) (1984—2025) — речитатив, инструменталы, тексты (2002—2009, 2013—2016, 2020—2025)
- G.U.N. (aka GUN78) — речитатив (январь 2002)
- МС Смешной — речитатив, инструменталы (осень 2002—2004)